# (6097) Koishikawa
(6097) Koishikawa – planetoida z pasa głównego asteroid okrążająca Słońce w ciągu 3 lat i 185 dni w średniej odległości 2,31 j.a. Została odkryta 29 października 1991 roku. Przed nadaniem nazwy planetoida nosiła oznaczenie tymczasowe (6097) 1991 UK2.